# Deee-Lite
Deee-Lite war eine US-amerikanische Pop-Band, die 1986 in New York City gegründet wurde und bis 1996 aktiv war. Das Trio vermischte House, Techno und Dance mit Elementen aus Hip-Hop, Funk und Disco. Zum größten Hit wurde im Sommer 1990 die Single Groove Is in the Heart, die zusammen mit Q-Tip von A Tribe Called Quest und Bootsy Collins entstand.

## Geschichte
Deee-Lite wurde 1986 von Lady Miss Kier (Kierin Kirby), Supa DJ Dmitry (Dmitry Brill) und Jungle DJ Towa Tei (Doug Wa-Chung) im New Yorker Stadtteil Brooklyn gegründet. Im August 1990 veröffentlichte das Label Elektra Records das Debütalbum World Clique, welches Platz 14 der britischen Albumcharts erreichte. Groove Is in the Heart wurde ausgekoppelt, verbrachte 15 Wochen in den britischen Charts und belegte zeitweilig Platz 2. Die Hitsingle, die Samples von Herbie Hancock und Vernon Burch enthält, avancierte zum bekanntesten Song von Deee-Lite und ist heute in zahlreichen Bestenlisten, darunter Die 500 besten Songs aller Zeiten des Rolling Stone, vertreten.
Im Juni 1992 folgte das zweite Album Infinity Within, auf dem sich Songs über Themen wie Politik, Umweltschutz, Verhütung oder soziale Ungleichheit fanden. Für Dewdrops In The Garden wurde DJ Ani engagiert, das dritte und letzte Album erschien im Juli 1994. Im selben Jahr verließ Towa Tei die Band und startete eine Solokarriere. Nach Teis Ausscheiden veröffentlichte Deee-Lite 1996 noch das Remix-Album Sampladelic Relics and Dancefloor Oddities und löste sich kurz darauf auf.
Nach dem Ende der Band brachte Rhino Records im November 2001 noch The Very Best of Deee-Lite auf den Markt.
Im Frühjahr 2003 verklagte Lady Miss Kier die Firma Sega, weil eine Figur im Videospiel Space Channel 5 ihrer Person nachempfunden war.

## Diskografie

### Studioalben
| Jahr | Titel                  | Höchstplatzierung, Gesamtwochen, AuszeichnungChartplatzierungen (Jahr, Titel, Platzierungen, Wochen, Auszeichnungen, Anmerkungen) | Höchstplatzierung, Gesamtwochen, AuszeichnungChartplatzierungen (Jahr, Titel, Platzierungen, Wochen, Auszeichnungen, Anmerkungen) | Höchstplatzierung, Gesamtwochen, AuszeichnungChartplatzierungen (Jahr, Titel, Platzierungen, Wochen, Auszeichnungen, Anmerkungen) | Höchstplatzierung, Gesamtwochen, AuszeichnungChartplatzierungen (Jahr, Titel, Platzierungen, Wochen, Auszeichnungen, Anmerkungen) | Höchstplatzierung, Gesamtwochen, AuszeichnungChartplatzierungen (Jahr, Titel, Platzierungen, Wochen, Auszeichnungen, Anmerkungen) | Höchstplatzierung, Gesamtwochen, AuszeichnungChartplatzierungen (Jahr, Titel, Platzierungen, Wochen, Auszeichnungen, Anmerkungen) | Höchstplatzierung, Gesamtwochen, AuszeichnungChartplatzierungen (Jahr, Titel, Platzierungen, Wochen, Auszeichnungen, Anmerkungen) | Anmerkungen                          |
| Jahr | Titel                  | DE | AT | CH | UK | US | R&B | Dance | Anmerkungen                          |
| ---- | ---------------------- | --- | --- | --- | --- | --- | --- | --- | ------------------------------------ |
| 1990 | World Clique           | — | — | — | UK14 Gold · (20 Wo.)UK | US20 Gold · (41 Wo.)US | R&B34 (28 Wo.)R&B | — | Erstveröffentlichung: 7. August 1990 |
| 1992 | Infinity Within        | DE88 (2 Wo.)DE | — | CH38 (1 Wo.)CH | UK37 (1 Wo.)UK | US67 (8 Wo.)US | — | — | Erstveröffentlichung: 19. Juni 1992  |
| 1994 | Dewdrops in the Garden | — | — | — | UK78 (1 Wo.)UK | US127 (4 Wo.)US | — | — | Erstveröffentlichung: 12. Juli 1994  |

grau schraffiert: keine Chartdaten aus diesem Jahr verfügbar

### Kompilationen
- 1995: Dewdrops in the Remix
- 1996: Sampladelic Relics & Dancefloor Oddities
- 2001: The Very Best of Deee-Lite
- 2020: The Elektra Years
- 2020: Groove Is in the Heart

### Singles
| Jahr | Titel Album                                     | Höchstplatzierung, Gesamtwochen, AuszeichnungChartplatzierungen (Jahr, Titel, Album, Platzierungen, Wochen, Auszeichnungen, Anmerkungen) | Höchstplatzierung, Gesamtwochen, AuszeichnungChartplatzierungen (Jahr, Titel, Album, Platzierungen, Wochen, Auszeichnungen, Anmerkungen) | Höchstplatzierung, Gesamtwochen, AuszeichnungChartplatzierungen (Jahr, Titel, Album, Platzierungen, Wochen, Auszeichnungen, Anmerkungen) | Höchstplatzierung, Gesamtwochen, AuszeichnungChartplatzierungen (Jahr, Titel, Album, Platzierungen, Wochen, Auszeichnungen, Anmerkungen) | Höchstplatzierung, Gesamtwochen, AuszeichnungChartplatzierungen (Jahr, Titel, Album, Platzierungen, Wochen, Auszeichnungen, Anmerkungen) | Höchstplatzierung, Gesamtwochen, AuszeichnungChartplatzierungen (Jahr, Titel, Album, Platzierungen, Wochen, Auszeichnungen, Anmerkungen) | Höchstplatzierung, Gesamtwochen, AuszeichnungChartplatzierungen (Jahr, Titel, Album, Platzierungen, Wochen, Auszeichnungen, Anmerkungen) | Anmerkungen                         |
| Jahr | Titel Album                                     | DE | AT | CH | UK | US | R&B | Dance | Anmerkungen                         |
| ---- | ----------------------------------------------- | --- | --- | --- | --- | --- | --- | --- | ----------------------------------- |
| 1990 | Groove Is in the Heart World Clique             | DE17 (20 Wo.)DE | AT25 (3 Wo.)AT | CH13 (11 Wo.)CH | UK2 Platin · (15 Wo.)UK | US4 Gold · (23 Wo.)US | R&B28 (14 Wo.)R&B | Dance1 (13 Wo.)Dance | Erstveröffentlichung: Juli 1990     |
| 1990 | Power of Love World Clique                      | DE43 (10 Wo.)DE | — | — | UK25 (7 Wo.)UK | US47 (10 Wo.)US | R&B54 (7 Wo.)R&B | Dance1 (16 Wo.)Dance | Erstveröffentlichung: November 1990 |
| 1991 | How Do You Say … Love? World Clique             | — | — | — | UK52 (2 Wo.)UK | — | — | — | Erstveröffentlichung: Februar 1991  |
| 1991 | E. S. P. World Clique                           | — | — | — | — | — | — | Dance7 (8 Wo.)Dance | Erstveröffentlichung: März 1991     |
| 1991 | Good Beat / Riding On Through World Clique      | — | — | — | UK53 (3 Wo.)UK | — | — | Dance1 (12 Wo.)Dance | Erstveröffentlichung: April 1991    |
| 1992 | Runaway Infinity Within                         | — | — | CH25 (4 Wo.)CH | UK45 (3 Wo.)UK | — | — | Dance1 (10 Wo.)Dance | Erstveröffentlichung: Juni 1992     |
| 1992 | Pussycat Meow Infinity Within                   | — | — | — | — | — | — | Dance6 (12 Wo.)Dance | Erstveröffentlichung: November 1992 |
| 1994 | Party Happenin People Dewdrops in the Garden    | — | — | — | — | — | — | Dance30 (7 Wo.)Dance | Erstveröffentlichung: Mai 1994      |
| 1994 | Bring Me Your Love Dewdrops in the Garden       | — | — | — | — | — | — | Dance1 (12 Wo.)Dance | Erstveröffentlichung: Juni 1994     |
| 1994 | Picnic in the Summertime Dewdrops in the Garden | — | — | — | UK43 (2 Wo.)UK | — | — | — | Erstveröffentlichung: Juli 1994     |
| 1994 | Call Me Dewdrops in the Garden                  | — | — | — | — | — | — | Dance1 (13 Wo.)Dance | Erstveröffentlichung: Dezember 1994 |

Weitere Singles
- 1990: What Is Love?
- 1992: Thank You Everyday
- 1992: I Had a Dream I Was Falling Through a Hole in the Ozone Layer

## Auszeichnungen für Musikverkäufe
| Goldene Schallplatte - Neuseeland - 1990: für die Single Groove Is in the Heart | Platin-Schallplatte - Australien - 1990: für die Single Groove Is in the Heart |

Anmerkung: Auszeichnungen in Ländern aus den Charttabellen bzw. Chartboxen sind in ebendiesen zu finden.
| Land/RegionAuszeichnungen für Musikverkäufe (Land/Region, Auszeichnungen, Verkäufe, Quellen) | Gold     | Platin     | Verkäufe  | Quellen         |
| -------------------------------------------------------------------------------------------- | -------- | ---------- | --------- | --------------- |
| Australien (ARIA)                                                                            | —        | Platin1    | 70.000    | aria.com.au     |
| Neuseeland (RMNZ)                                                                            | Gold1    | —          | 10.000    | Einzelnachweise |
| Vereinigte Staaten (RIAA)                                                                    | 2× Gold2 | —          | 1.000.000 | riaa.com        |
| Vereinigtes Königreich (BPI)                                                                 | Gold1    | Platin1    | 700.000   | bpi.co.uk       |
| Insgesamt                                                                                    | 4× Gold4 | 2× Platin2 |           |                 |